# Crisi del XIV secolo

Cittadini di Tournai, in Belgio, seppelliscono vittime di peste.

La crisi del XIV secolo o crisi del Trecento fu una fase recessiva della storia europea sviluppatasi verso la fine del medioevo, in chiusura della grande espansione demografica ed economica bassomedievale.
Succeduta ad una lunga fase di crescita iniziata nei secoli XI-XII, la crisi demografica coinvolse tutta l'Europa, che vide un drastico calo della popolazione. Al tempo stesso, il continente attraversò una profonda stagnazione economica con conseguenze anche sul piano politico. La crescita demografica ed economica dei secoli precedenti infatti subì un arresto e poi un profondo declino nel corso del XIV secolo, con pesanti ricadute sull'insediamento rurale ed urbano.
Gli storici hanno identificato diversi fattori concomitanti come cause della crisi: epidemie, peggioramenti climatici, guerre, carestie, fino a individuare dei limiti strutturali nella stessa economia medievale. Solo nel secolo successivo si può rintracciare una fase di ripresa, che fu alla base di un processo di ristrutturazione economica di lungo periodo.

## Recessione economica e declino demografico
Verso la fine del XIII secolo l'impetuosa crescita economica e demografica che l'Europa occidentale aveva sperimentato nei secoli precedenti rallentò, fino ad arrestarsi del tutto nel corso del XIV secolo. La crisi coinvolse primariamente l'agricoltura, il settore economico principale nelle società preindustriali, ma a loro volta subirono forti contraccolpi sia la produzione artigianale che il sistema degli scambi commerciali. Infine, anche il mercato finanziario dell'epoca subì gravi ripercussioni, con diversi fallimenti di banche e compagnie commerciali.
Diversi furono i fattori critici che contribuirono a questa fase di generale depressione economica e demografica. Seguendo il modello malthusiano, è stato riconosciuto che nel corso dei secoli XI-XIII la popolazione crebbe molto di più rispetto alla produttività agricola, rompendo in questo modo il delicato equilibrio tra popolazione e risorse disponibili e innescando così la crisi; tuttavia, allo stesso tempo è stato provato un forte peggioramento delle condizioni climatiche, che avrebbe avuto un impatto negativo sulle coltivazioni, causando in questo modo la scarsità delle derrate alimentari. Inoltre, a questo cattivo andamento della produzione agricola vanno sommati altri fenomeni che aggravarono la già grave situazione, come l'inasprimento delle guerre e lo scoppio di virulente epidemie, la più famosa delle quali fu la peste nera del 1348, che falcidiarono la popolazione europea.

### Crisi produttiva
Al di là delle difficoltà legate ad un sistema economico fragile quale era quello dell'Europa medievale, il Trecento vide l'esplosione delle contraddizioni insite nello stesso processo di crescita bassomedievale. La crisi infatti fu dovuta in larga parte ad un fenomeno economico detto caduta tendenziale del saggio di rendita, descritto già dall'economista classico David Ricardo. Questa legge descrive un processo tipico delle economie preindustriali: la rendita, ovvero il guadagno del proprietario terriero, tende a descrescere man mano che vengono messi a coltura i terreni più marginali. Questo è ciò che accadde nell'Europa del XIV secolo, quando l'espansione delle terre coltivate subì una battuta d'arresto: di fatto non diventava più conveniente mettere a coltura i campi più marginali perché erano meno fertili (dunque poco profittevoli) e in tal modo non riuscivano più a garantire la forte crescita della popolazione.
Inoltre, data la bassa resa delle nuove terre, i proprietari terrieri dovettero cercare altre strategie per mantenere alta la propria rendita. Laddove i terreni erano più fertili, vennero diversificate le produzioni, passando a coltivazioni specializzate (come la vite e l'ulivo) più profittevoli; in altre aree i terreni vennero riconvertiti all'allevamento del bestiame, i cui prodotti garantivano maggiori guadagni. Questi fenomeni accentuarono la caduta dell'offerta dei beni agricoli, che sommata a manovre speculative provocarono l'innalzamento dei prezzi; il risultato fu una generale e diffusa criticità degli approvvigionamenti alimentari, soprattutto per i ceti più bassi.

### Crisi finanziaria
La recessione economica si manifestò anche nel commercio e nella finanza dell'epoca, pur in modalità diverse e con effetti meno distruttivi. Le difficoltà incontrate in questo settore riguardarono elementi di tipo congiunturale, legati dunque alla situazione economica generale, ma anche contraddizioni di tipo strutturale. Le operazioni mercantili infatti subirono direttamente le ripercussioni della crisi produttiva, dato che l'arresto dell'espansione agricola bloccò la formazione di un sovrappiù di beni destinati agli scambi; inoltre, guerre ed epidemie ostacolavano i traffici commerciali.
Tuttavia, la stessa espansione del capitale mercantile era strutturalmente limitata dalla caduta tendenziale del saggio di profitto: la crescita della concorrenza infatti determinò una decisa caduta dei prezzi e di conseguenza minori margini di guadagno per i mercanti. Questa caduta tendenziale provocava poi la contrazione degli investimenti produttivi e commerciali, che influì anche sul mercato creditizio, date le strette connessioni tra operazioni finanziarie e commerciali nelle stesse imprese mercantili. Il risultato fu una generale crisi di liquidità, che a sua volta provocava insolvenze e mancate restituzioni dei capitali prestati – come avvenne da parte del re Edoardo III d'Inghilterra verso i banchieri fiorentini. Di conseguenza, numerose compagnie commerciali e bancarie dell'epoca andarono incontro al fallimento.
Infine, tutto il basso medioevo fu caratterizzato da una forte tendenza deflattiva, i cui effetti si manifestarono in maniera più grave nel corso del Trecento, aggravando in questo modo le difficoltà economiche del periodo. La deflazione provocò una crisi strutturale di liquidità, dato che la quantità di moneta circolante era insufficiente ai bisogni del mercato: il valore del denaro aumentava e viceversa si abbassarono i prezzi delle merci, disincentivando in questo modo gli investimenti e diminuendo i tassi di profitto delle compagnie commerciali. Diverse furono le cause alla base di questa tendenza deflattiva: la scarsità di metalli preziosi in Europa in primis, ma anche il costante deflusso di moneta pregiata verso i mercati orientali in cambio di merci preziose.

## Carestie

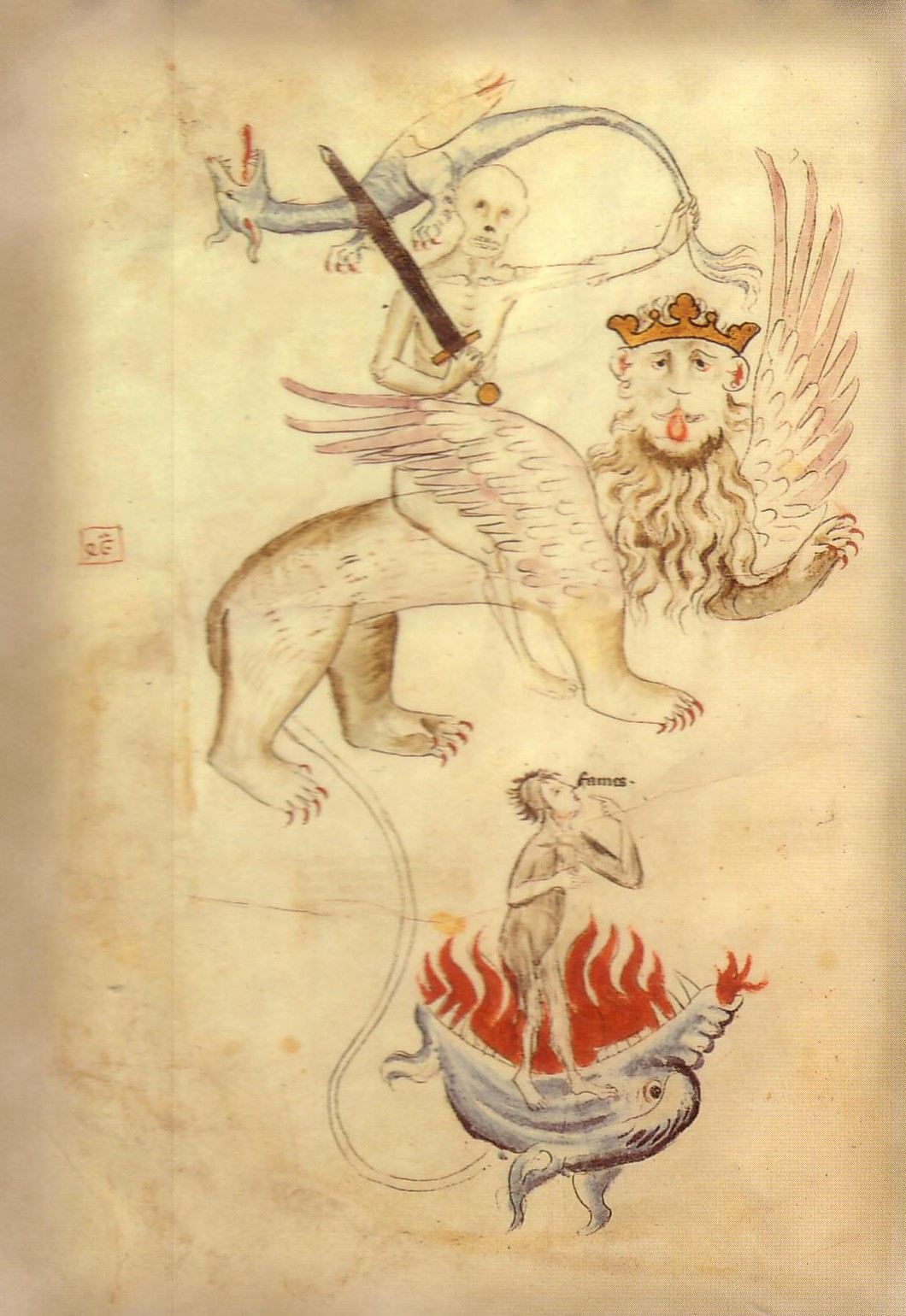
Dall'Apocalisse di un Biblia Pauperum miniato a Erfurt: la morte (Mors) siede a cavalcioni di un leone la cui lunga coda finisce con una palla di fuoco (Inferno); la carestia (Fames) indica la sua bocca affamata.

La crisi del Trecento si manifestò innanzitutto con la fame, prima ancora che con la tristemente celebre ondata di peste. Molti storici hanno iniziato a supporre un eccessivo aumento della popolazione rispetto alle risorse producibili: nei secoli precedenti l'aumento delle derrate prodotte si era avuto grazie alla coltivazione di nuovi terreni, che verso la fine del Duecento erano giunti alla saturazione. Ne è una prova la presenza di insediamenti anche in zone disagiate (montagne, zone paludose, ecc.) dove si produceva con grosse difficoltà, ma anche quel contributo era necessario (tutti insediamenti che vennero poi abbandonati nel corso del secolo con la diminuzione demografica dando origine al fenomeno dei villaggi abbandonati). Il clima più freddo e più umido peggiorò i raccolti e esponeva la popolazione, soprattutto i bambini, alle malattie da raffreddamento.
Si manifestava così, nei ceti subalterni, una fetta di popolazione denutrita, abituata da generazioni a nutrirsi quasi esclusivamente di cereali, che dovette soccombere al primo prolungato rialzo dei prezzi dovuto ai cattivi raccolti degli anni 1315-1317. La "Grande carestia" fu il primo sintomo di una situazione in peggioramento, della quale, naturalmente, i contemporanei non potevano avere consapevolezza.
La ricca Europa duecentesca non era stata immune dalle carestie, solo che esse avevano coinvolto alcune zone circoscritte, ai cui bisogni si era potuto provvedere facendo affluire derrate alimentari da altre aree non colpite. Periodi siccitosi, alternati a forti piogge, già tra il 1309 ed il 1315, causarono una grande crisi nella produzione agricola di vaste aree del nord Italia, come Piemonte, Lombardia ed Emilia. Nel 1315-17 la carestia invece si manifestò in maniera disastrosa in quasi tutto il continente e in contemporanea. Si erano infatti susseguite delle condizioni climatiche negative (inverni rigidi e prolungati, estati eccessivamente piovose, alluvioni e grandinate), danneggiando ripetutamente i raccolti. I prezzi dei cereali aumentarono vorticosamente, provocando la morte per denutrizione di molte persone e di parecchio bestiame. È stato calcolato che nella città di Ypres, tra il maggio e il novembre 1316, morirono quasi tremila persone su una popolazione di 20-25.000 unità.
Una nuova ondata di carestia si abbatté sull'Europa nel decennio 1340-1350.

## Epidemie

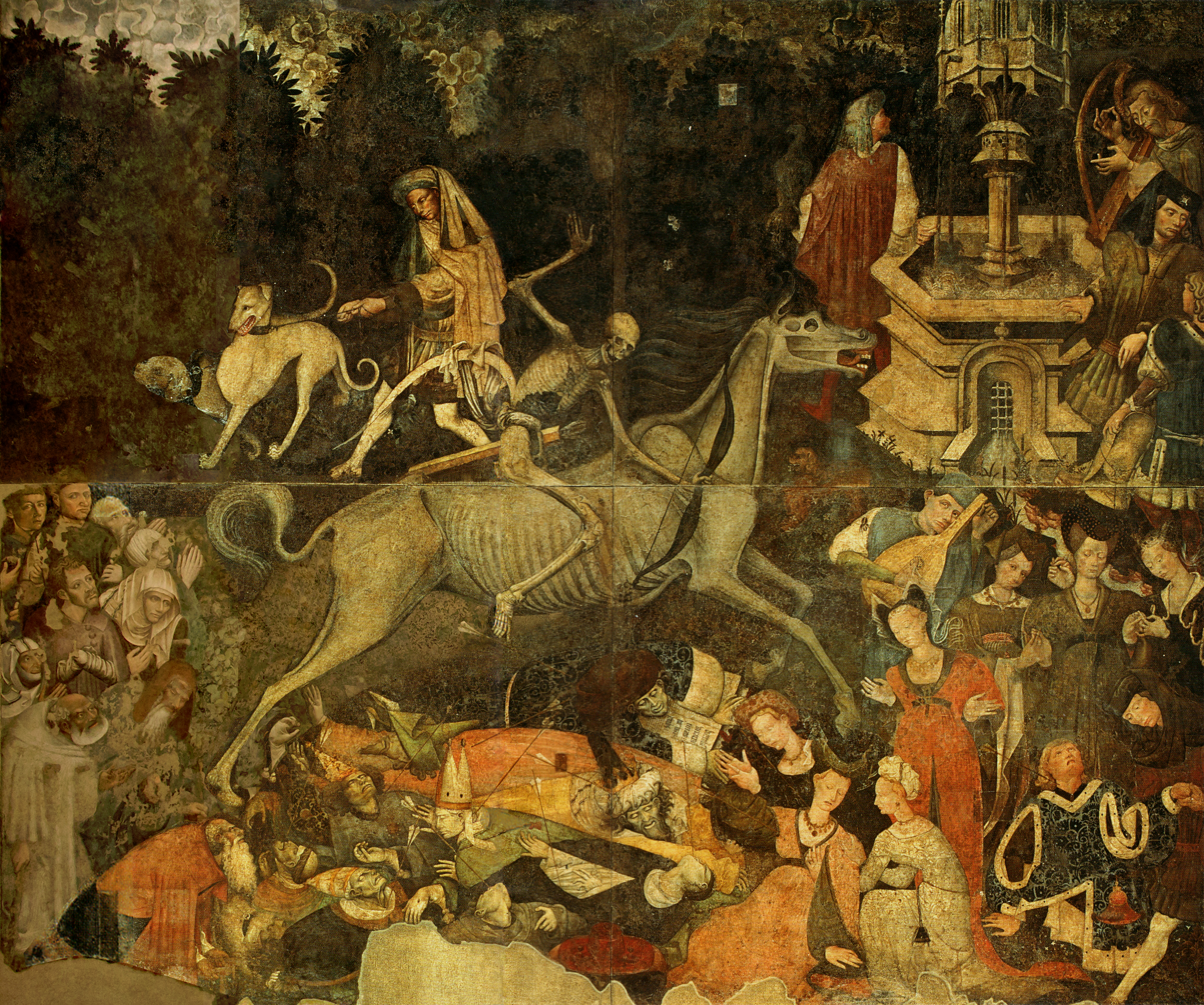
Trionfo della Morte, 1446 circa Palazzo Abatellis, Palermo

Il vero e proprio tracollo europeo si ebbe con l'arrivo di una durissima ondata di pestilenza, pare proveniente dalla Cina (dove c'era stata una grave pandemia nel 1333), che nel 1347 arrivò in Europa tramite le rotte commerciali, in particolare, pare, tramite le navi genovesi che facevano la spola tra Mar Nero e Mediterraneo per il commercio del grano. La pandemia si diffuse nelle zone portuali, arrivando a Messina e poi nelle città sul Tirreno, per poi spargersi ovunque.
L'epidemia era arrivata in Italia e nel Mediterraneo occidentale nell'autunno del 1347 per poi "congelarsi" durante i mesi invernali. Da marzo a maggio la diffusione del contagio divenne esplosiva, con le città che assistevano al progredire verso di esse del contagio terrorizzate di scoprire da un momento all'altro i segni della comparsa del male. Per tre lunghi anni la pandemia falcidiò il continente, fino all'estate del 1350 compresa.

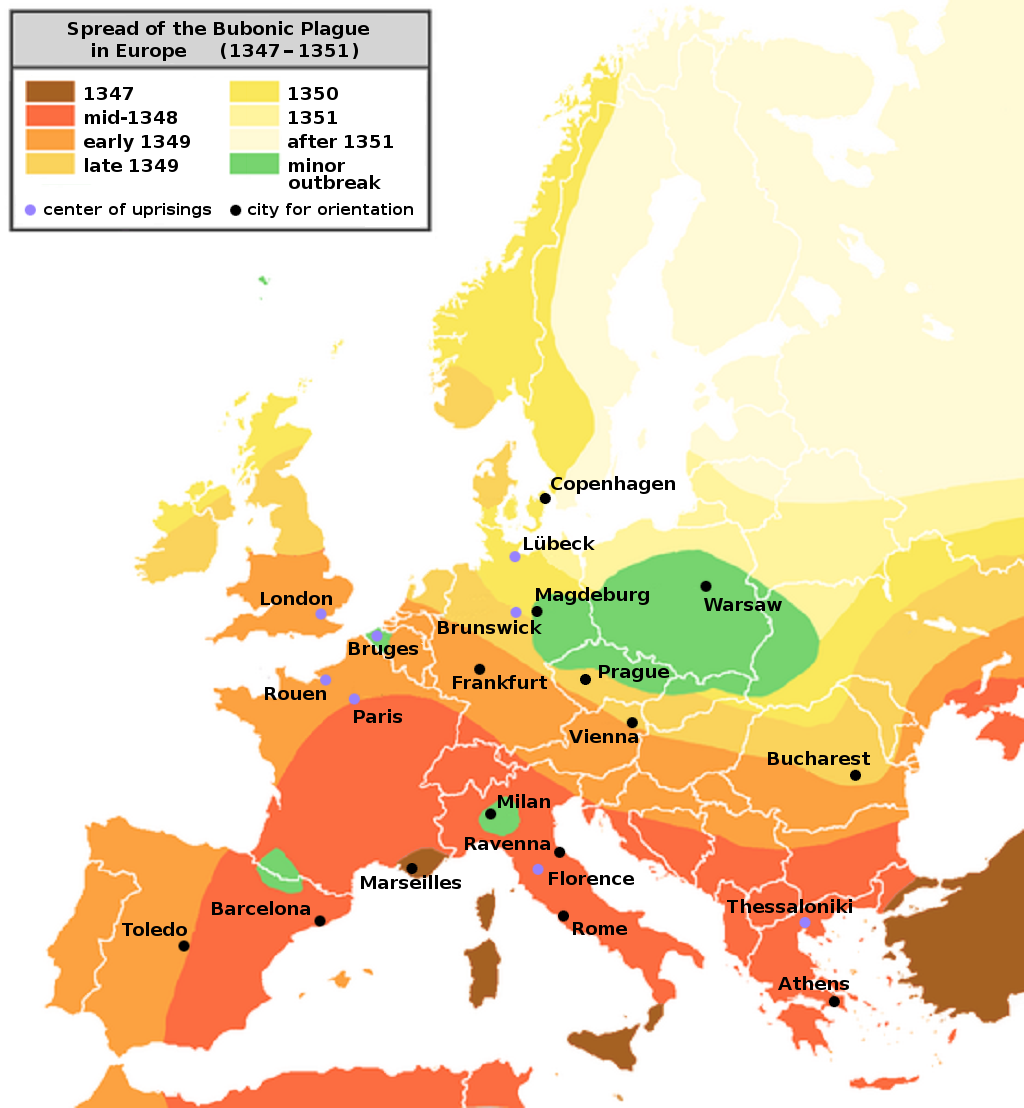
Diffusione della peste nera dal 1347 (marroncino) al 1351 (giallo)

Le cause dirette della pestilenza furono investigate solo nel XIX secolo, individuando almeno tre tipi di infezioni (polmonare, setticemia e ghiandolare o "bubbonica") che forse infierirono contemporaneamente. Quella bubbonica in particolare dava segni evidenti (i "bubboni") e si trasmetteva tramite i parassiti veicolati dai ratti all'uomo. L'epidemia fu particolarmente violenta per la debolezza endemica di larghe fette di popolazione denutrite e con il sistema immunitario depresso, e per le precarie condizioni igieniche di molti centri urbani sovraffollati. La comparsa dei sintomi (bubboni nella zona ascellare e inguinale, macchie nere, fino all'espettorazione di sangue), gettavano la popolazione nel terrore quali segni di sicura morte.
Gli studi parlano di una mortalità media del 25% della popolazione, con picchi (in Germania, in Francia e in Italia), del 30-35% e oltre. Alcune aree, come il milanese, vennero inspiegabilmente risparmiate.
La pandemia terminò la fase acuta tra il 1350 e il 1351, permanendo però allo stato endemico e ricomparendo in successive ondate fino alla successiva pandemia del 1630. La popolazione europea non si riprese dal tracollo fino almeno al Settecento. Tra le conseguenze vi furono lo spopolamento delle aree impervie, con i contadini migrati a riempire gli spazi vuoti nelle aree più fertili in pianura e in collina, e la crisi dei piccoli proprietari terrieri, che vendendo i loro terreni favorirono la concentrazione delle proprietà in un minor numero di mani. I ceti dirigenti, in alcune zone, si allontanarono dal controllo diretto della terra, preferendo affidarla in affitto o secondo altri contratti (come la mezzadria in Toscana) e vivendo di rendita. Le condizioni di vita del ceto rurale peggiorarono comunque notevolmente e si andò formando una specie di "proletariato" rurale.

## Guerre e conflitti

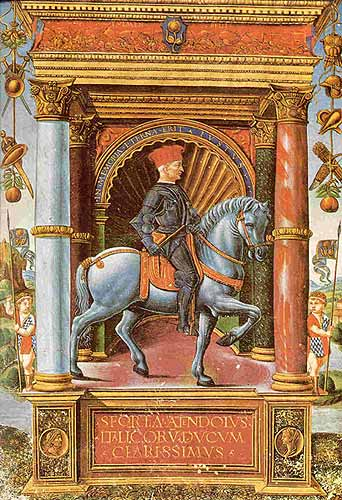
Muzio Attendolo Sforza in una miniatura quattrocentesca

Lo spopolamento ebbe come conseguenza anche l'impossibilità di tenere milizie cittadine e cavallerie feudali permanenti, rendendo necessario ricorrere a guerrieri di mestiere, che fossero ben addestrate e mobili. Nacquero così le compagnie di ventura, istituzioni militari composte da armati che di mestiere si prestavano a chi ne facesse richiesta in cambio di soldi. Erano delle vere e proprie "imprese" commerciali, che si offrivano ai vari governi come mercenari. Il contratto che essi stipulavano si chiamava "condotta", da cui il termine condottiero.
Inizialmente le compagnie di ventura, che tanto peso ebbero nelle vicende italiane, erano straniere (Francesco Petrarca le chiamò "pellegrine spade"), come la Grande Compagnia di Guarnieri d'Urslingen, la Compagnia Bianca di Giovanni Acuto. Presto si formarono anche compagnie italiane, come la Compagnia del Cappelletto creata da Niccolò da Montefeltro, la Compagnia di San Giorgio di Alberico da Barbiano, nella quale si formarono i condottieri Braccio da Montone e Muzio Attendolo Sforza, i quali furono all'origine delle due principali tattiche militari del tempo: quella braccesca, basata sull'assalto impetuoso, e quella sforzesca, che privilegiava la tattica e le manovre.
Le compagnie di ventura vendevano un servizio, quello militare, e non avevano nessun interesse a distruggersi a vicenda, né erano particolarmente interessati alla causa per la quale lottavano. Per questo vennero spesso accusate di non combattere sul serio e di essere inclini al tradimento favorendo chi offriva loro più soldi.
Ma il più grave difetto di queste compagnie, che si rivelò solo nei secoli successivi, era quello di trarre profitto dalla guerra, quindi di impedire l'instaurarsi di una qualsiasi pace duratura: in tempi tranquilli esse si davano al saccheggio costringendo i governi a pagare loro una sorta di tassa per impedire che si dessero a eccessi.
Alcuni condottieri riuscirono a fare una politica personale che nel migliore dei modi fruttò loro una signoria e, magari più tardi, anche un principato.

## Conseguenze

### Conseguenze devozionali

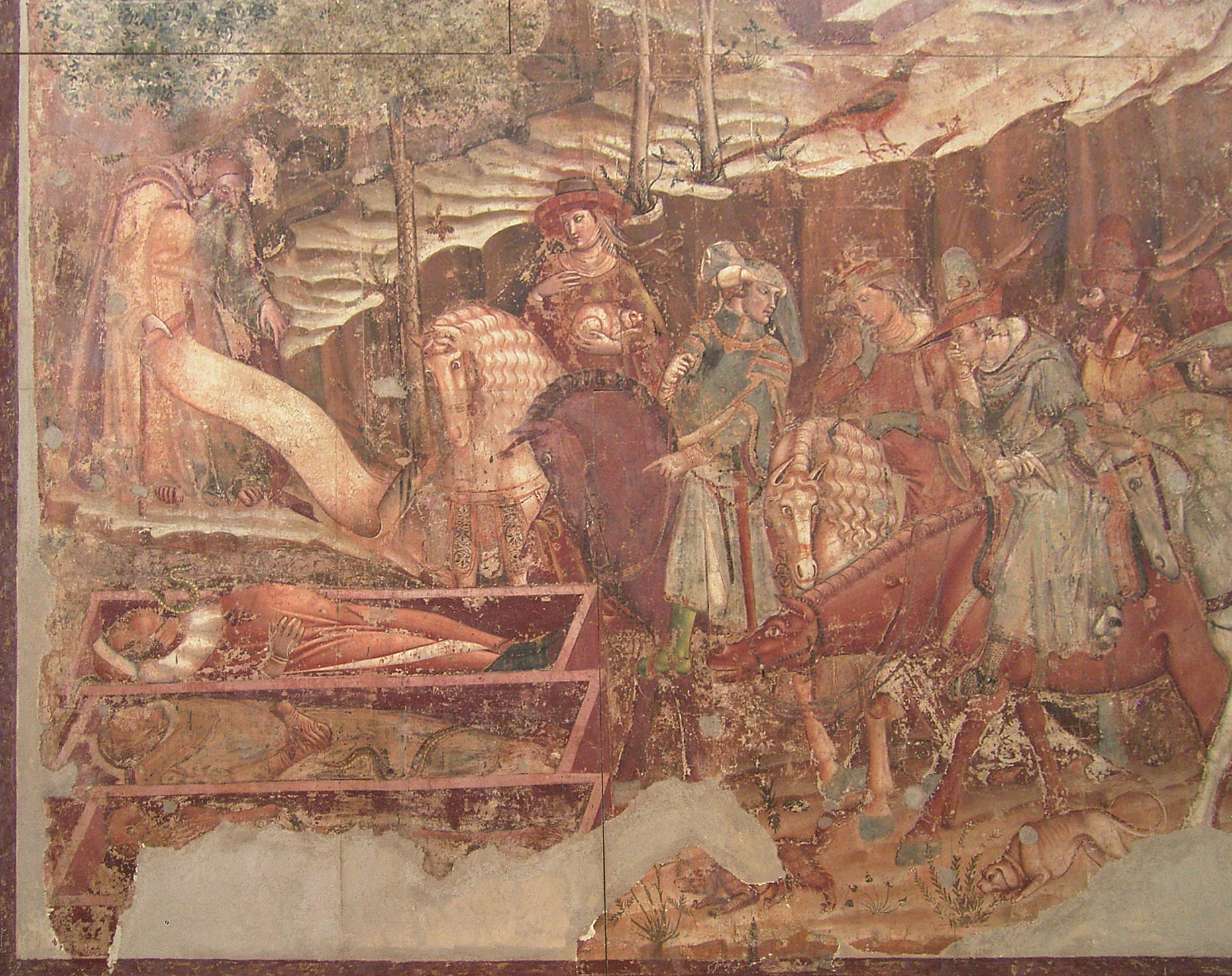
Buonamico Buffalmacco, L'incontro tra vivi e morti, dettaglio del Trionfo della Morte, Pisa, Camposanto Monumentale

La disordinata religiosità che fu animata dalla sensazione di terrore e di disorientamento a fronte dell'inspiegabile susseguirsi di calamità e sciagure (carestie, epidemie, guerre, l'avanzata dei Turchi o dei Tartari), fu permeata da elementi apocalittici e irrazionali, che credevano in un'azione diabolica congiunta e particolarmente efficace. La fine del mondo e la venuta dell'Anticristo sembravano più vicine che mai e si cercarono dei nemici da combattere, che erano, oltre ai cattivi cristiani, gli ebrei e le streghe, contro le quali si scatenò una vera e propria caccia.
Della sensibilità religiosa imbevuta di paura approfittarono i predicatori popolari, che fecero incrementare le donazioni alla Chiesa e l'acquisto di indulgenze. La paura per la morte, visibile nei frequenti dipinti di trionfi della morte, danze macabre e incontro dei tre vivi e dei tre morti, era un sentimento nuovo ed era drammatizzata dal confronto con i prosperi secoli immediatamente precedenti. Proliferavano gruppi e confraternite di penitenti, più o meno eterodosse, mentre in Italia e in Fiandra nacque la devotio moderna, con rappresentanti come Brigida di Svezia, Caterina da Siena, Enrico Suso e Tommaso da Kempis. Essa promuoveva un'adesione religiosa meno formale e più legata ad aspetti intimi e personali, intesa come un valore essenzialmente umano. L'opera più importante di questa corrente fu l'Imitazione di Cristo, tra i più celebri trattati di meditazione cristiana di tutti i tempi.

### Rivolte

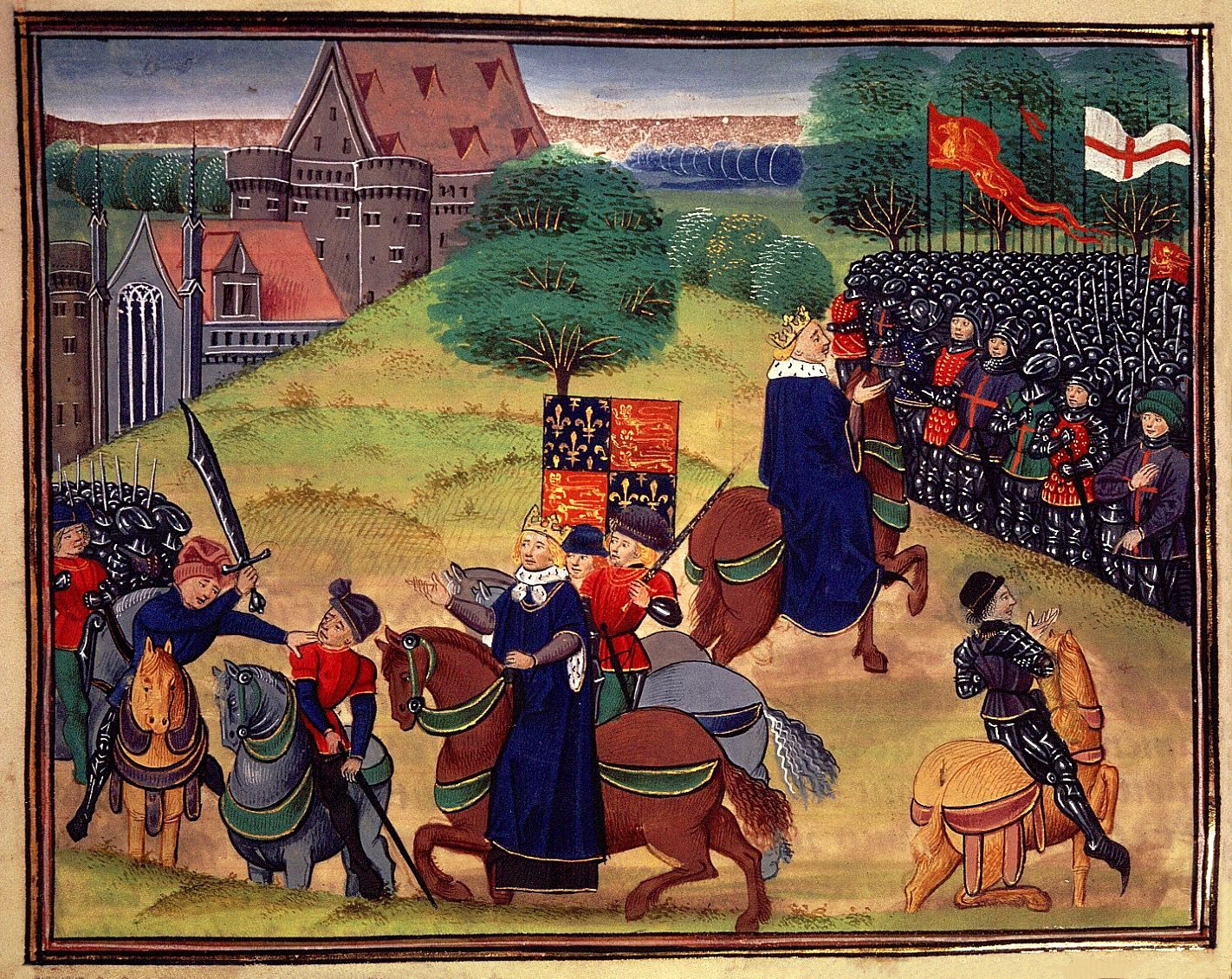
La fine della rivolta dei contadini in Inghilterra: Wat Tyler ucciso da William Walworth sotto gli occhi di Riccardo II

Alle carestie, le epidemie, la riduzione degli spazi a coltura cerealicola in favore di coltivazioni più redditizie, le vessazioni del ceto fondiario, vanno aggiunte le guerre che erano frequenti in tutta Europa e che si tramutavano talvolta in razzie, saccheggi e assedi, con una destabilizzazione a lungo termine della società.
L'aggravarsi delle condizioni di vita dei ceti subalterni nelle campagne produsse inizialmente un flusso di persone verso le città, dove erano almeno presenti alcune istituzioni caritatevoli che assicuravano loro un minimo di sostentamento giornaliero. Ciò causò un sovrappiù di manodopera che minacciò i ceti subalterni cittadini. Il malessere verso una situazione divenuta ormai insostenibile fu all'origine di rivolte un po' in tutta Europa, sia nelle campagne che nelle città, a partire dai ceti più umili che talvolta riuscivano a coinvolgere anche frange più agiate, come i piccoli artigiani o i produttori subalterni.
In Fiandra si erano registrate rivolte già nel primo trentennio del Trecento, mentre le campagne francesi vennero battute tra 1315 e 1360 dalle folle dei  pastoureaux ("pastorelli") e, tra il 1356 e il 1358, dalla jacquerie, dove i contadini inferociti misero al rogo parecchi castelli ed aggravarono la situazione già difficile durante la guerra dei cent'anni. Nel 1356 dilagò a Parigi una rivolta capeggiata dal "prevosto" dei mercanti Étienne Marcel.
Tra il 1351 e il 1378 si ebbero le rivolte dei Ciompi a Perugia, a Siena e a Firenze. In Inghilterra si ebbe una dura rivolta cristiano-popolare nel 1381, capeggiata da Wat Tyler e John Ball, che si ribellarono al duro regime fiscale imposto dal re a causa della lunga guerra contro la Francia.

## Ripresa

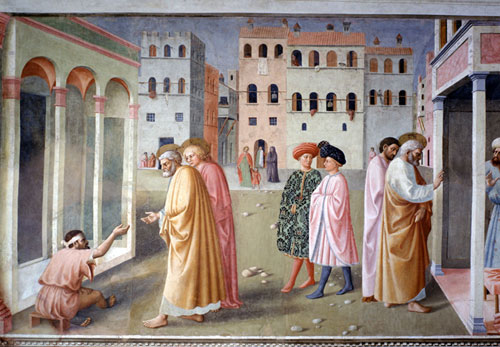
Masolino da Panicale, scena dagli affreschi della Cappella Brancacci, Firenze

La crisi generale del Trecento riuscì ad innescare anche un riassetto economico e produttivo da parte dei ceti dirigenti, che gradualmente risalirono la china verso una nuova prosperità.
Per esempio le compagnie commerciali divennero, dopo i fallimenti a catena del 1342-1346, più flessibili, in modo che l'eventuale fallimento di una filiale non si ripercuotesse sull'intera compagnia. Inoltre venne meno il monopolio tessile delle Fiandre in favore di altre zone, come l'Olanda, l'Inghilterra e l'Italia. Si svilupparono inoltre le attività manifatturiere nelle campagne, dove la manodopera era più docile di quella cittadina, come quelle tessili, metallurgiche e cartarie. Si diffuse, oltre alla lana, l'uso di fibre vegetali come la canapa e il lino, grazie anche alla nuova moda di vestire camicie e sottovesti. Aumentò la domanda della seta e del vetro.
Nonostante i problemi quindi, sembrò che dopo la metà del Trecento la popolazione europea tornasse a consumare e lo facesse in maniera più diversificata. Aumentò il volume dei commerci soprattutto grazie al movimento delle merci "povere" (vini, alimenti, stoffe), che resero necessarie navi più ampie e capienti, come la cocca. Vennero sviluppati strumenti per il commercio come la partita doppia e la lettera di cambio.
Si fece strada un nuovo ceto imprenditoriale e capitalistico, che si imparentò con famiglie di antica nobiltà feudale, rispolverando tradizioni nobiliari in grande pompa.
Con questi dati alcuni storici hanno modificato la valutazione complessiva dell'età fra Tre e Quattrocento, sostenendo che il brusco calo demografico riequilibrò il rapporto tra risorse e individui, portando un miglioramento complessivo. A sostegno di questa ipotesi ci sarebbe anche il grande sviluppo artistico dell'Umanesimo e del Rinascimento. Altri, come Roberto Sabatino Lopez, hanno sostenuto invece che l'impossibilità di reinvestire i capitali durante un'epoca di depressione portò a tesaurizzarli in opere d'arte, finanziando cicli pittorici e opere monumentali.